# Christian Kallager
Christian Kallager (antagelig født ca. 1740 på Raschenberg i Aunslev Sogn, Vindinge Herred, hvor faderen 1739 var forvalter; død 26. januar 1813 på Ingerslevgård i Estruplund Sogn) var en dansk godsejer og jurist. - Søn af Johan Nicolai Kallager (15/3 1705-5/5 1755, begravet  i Kullerup Kirke, Vindinge Herred, Svendborg Amt. - Ca. 1752 rejste han udenlands ifølge skiftet efter moderen i Odense) og hustru Dorothea Madsdatter Eckleff (f. 22/12 1700 i Holmens Hus, Nyborg, død 1/9 1778 i Nyborg, bisat 9/9 1778 i Nyborg Kirke, derfra udført til Kullerup Kirke og indsat 10/9 1778 i Kullerup Kirke i åben begravelse. - Skifte påbegyndt i Nyborg Købstad 1/9 1778, fol. 413 a ff.). 

## Familie
Christian Kallager var bror til Magdalene Susanne Kallager (9/3 1737-17/1 1803, begravet  ved Odense Sankt Hans Kirke. - Ligsten bevaret), som var gift med sognepræst i Vester-Hæsinge og Sandholts-Lyndelse Jacob Christian Nøragger.  Faderen, Johan Nicolai Kallager, var 1735 og endnu 1739 forvalter på Raschenberg i Aunslev Sogn. 12/5 1744 nævnes han som forpagter på Gyldensten i Nørre Sandager Sogn, Skovby Herred, Odense Amt og "nu Herre til Juelskou." 2/12 1746 blev han Kancelliassessor. 1747 fik han og hustru kgl. bevilling på, at den længstlevende måtte sidde i uskiftet bo. 1752 lånte han 1000 rigsdaler til Odense Sankt Knuds Kirke. I bilagene til hans embedsansøgning 1746, nævner Johan Nicolai Kallager, at hans salig far har tjent kongens farfar i 40 år og mere og som løjtnant i et Cavallerie-regiment, De Brochenhuusiske Ryttere. - Hans mor var derfor den "Johan Kallagers Enke", som er nævnt i Odense Skattemandtal 1743, fol. 91, og som i Odense Sct. Knuds Kirkebog kaldes ved navnet Anne Cathrine Kallager (begr. 19/8 1774 fra Odense Sct. Knuds Kirke.   Løjtnantinden boede og døde i Odense i en lejevåning bag skolen tilhørende Professor og Conrector Poul Holm. Ifølge Professor Holms oplysninger ved skiftet havde hun en datter, som var gift med Fuldmægtig ved Kongens Bryghus i København Sr. Niels Brinch  og ”skal have haft endnu en søn, hvis navn ikke vidstes, som for omtrent 22 år siden havde begivet sig på udenlandsrejser, men formodedes at være død, da man ikke siden har hørt noget fra ham.” 

## Karriere
Han blev 1762 exam.jur.; var 1764 og 1766 forpagter af Gyldensteen, 1766-70 ejer af Rugballegård, 1769-83 af Mejlgård, 1783-84 af Williamsborg, 1784-86 af Hastrup, 1785-87 af Tustrup og Essenbæk. Han fik 1770 generalauditørs karakter mod at betale 1.000 rigsdaler til Landkadetakademiet. Han toges 1788-92 i forvaring, da han havde skudt en politibetjent i Randers. Kallager var stridbar, drev processer som sport, og til sidst blev han sindssyg. 1801 boede han på Haughus i Jelling Sogn og var under formynderskab; ved sin død boede han på Ingerslevgård i Estruplund Sogn.

## Ægteskab
Kallager ægtede i sit første ægteskab 24. september 1762 i Nørre Sandager Kirke Cathrine Henriksen (døbt 10. december 1740 sammesteds - 20. juli 1764), datter af forvalter på Gyldensteen Niels Henriksen og (vist) Constance Boldt. I andet ægteskab ægtede han (gebyr for vielse på Rødkilde betalt 1769, Ulbølle Kirkebog mangler) Eleonora Christine Lange (døbt 26. august 1744 i Ulbølle Kirke - 2. december 1802 i København), ægteskabet opløst ved separation 23. april 1790. Hun var datter af ejer af Rødkilde, justitsråd Jens Lange og Maren født Tønder.